# Peter og Paulus-katedralen
Peter og Paulus-katedralen (russisk: Петропавловский собор) er en katedral inde i Peter og Paul-fæstningen i Sankt Petersborg i Rusland. Fæstningen, der blev opført af Peter den Store efter tegninger af Domenico Trezzini, er det første og største vartegn i Skt. Petersborg og bygget mellem 1703 og 1733 på Hareøen i Neva. Den primære grund til opførelsen af fæstningen var beskyttelse mod et potentielt angreb fra den svenske flåde under Den Store Nordiske Krig.
- Gammelt postkort
- Peter og Paulus-katedralen
- Udsig over Neva
- Interiør
- Spiret

Katedralen er opkaldt efter Sankt Peter og Paulus, og var den første katedral bygget af sten i Skt. Petersborg. Dens spir er 122,5 m meter højt, belagt med bladguld, og på toppen findes en engel, holdende et kors over sig. Denne engel er et af Skt. Petersborgs vigtigste symboler.
Inde i katedralen findes de jordiske rester af stort set alle zarer og kejserinder fra Peter den Store til Nikolaj II og hans familie, som blev stedt til hvile her i juli 1998. Hans mor, Kejserinde Dagmar, der oprindeligt var begravet i Roskilde i Danmark, blev af orlogsskibet Esbern Snare under det danske kongehus' deltagelse overført til Sankt Petersborg. Efter tre dages transport fra Roskilde ankom Dagmar tirsdag den 26. september 2006 til Sankt Petersborg – på 140-årsdagen for hendes første ankomst til Rusland som prinsesse Dagmar. Den 28. september blev kejserinden efter en ceremoni i Isak-katedralen gravlagt ved siden af sin mand, zar Alexander 3., i Peter og Paulus-katedralen, 78 år efter sin død og 87 år efter hun forlod Rusland.